# Prees
Prees är en ort och civil parish i Storbritannien.   Den ligger i grevskapet Shropshire i riksdelen England, i den södra delen av landet, 230 km nordväst om huvudstaden London. Prees ligger 100 meter över havet och antalet invånare är 2 688.
Terrängen runt Prees är platt. Runt Prees är det ganska tätbefolkat, med 86 invånare per kvadratkilometer. Närmaste större samhälle är Whitchurch, 7,9 km norr om Prees. Trakten runt Prees består till största delen av jordbruksmark.